# قورباغک خزه
قورباغک خزه (نام علمی: Crinia nimbus) نام یک گونه از سرده قورباغه‌های بازانگشت است.